# Gerda Thieme
Gerda Thieme (6 giugno 1940) è un'ex cestista tedesca.

## Carriera
Con la Germania Est ha disputato i Campionati del mondo del 1967 e tre edizioni dei Campionati europei (1964, 1966, 1968), vincendo una medaglia di bronzo.